# William Farup

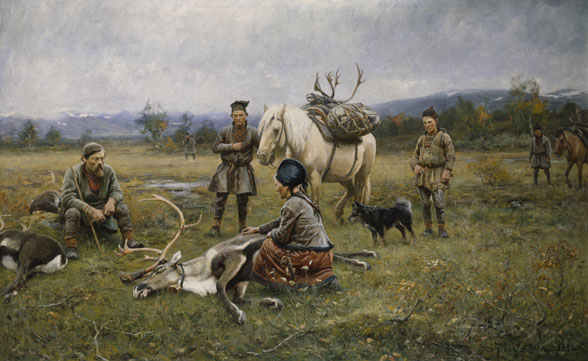
Lappar tillvaratager skjutna renar av Johan Tirén, ett inlägg i diskussionen i den så kallade kulturkampen i Härjedalen, i vilken Farup var en ledande person på de bofastas sida.

William Farup (i riksdagen kallad Farup i Ljusnedal), född 15 december 1824 på egendomen Tronstad i Hurum i Norge, död 4 maj 1893 på Ljusnedals bruk, var en norsk-svensk bruksägare och politiker.

## Biografi
William Farup var son till godsägaren Ole Farup och Marthe Kirstine (Thina) Thrane. Han utbildade sig till ingenjör i Tyskland. Han flyttade till Sverige 1855 för att bli bruksinspektor på  Ljusnedals bruk i Härjedalen. Efter stridigheter i ägarkretsen blev han ägare till bruket 1858. Han inriktade bruket snarare mot boskapsskötsel än mot den ursprungliga järnhanteringen. Han utvidgade markerna så att egendomen vid hans död med sina 9 kvadratmil var den till arealen största i Sverige. Farup påbörjade utdikningar, myravtappningar och nyodlingar och anlade länets första mejeri.
William Farup var ledamot av Jämtlands läns landsting under en följd av år fram till 1888. Han var också ledamot av riksdagens andra kammare 1876–1878 samt 1882–1890 med anslutning till Lantmannapartiet, den senare perioden invald i Härjedalens domsagas valkrets.
Farup blev mest känd för sina hårda strider mot renskötseln och samerna. Han betraktades som den ledande i vad som kallats kulturkampen mellan bofasta och samer i Härjedalen i slutet av 1800-talet. Författaren och bruksägarsonen Gustaf af Geijerstam var inbjuden gäst på Ljusnedals bruk och tog i en artikelserie i Dagens Nyheter parti för William Farup. Författaren Jonas Stadling i Aftonbladet tillhörde dem som försvarade samernas sak. Konstnären Johan Tirén gjorde målningen  Lappar tillvaratager skjutna renar, som blev känd under dessa stridigheter.
I slutet av 1800-talet var han aktiv i processer mot samer om bruksrätt för Ljusnedals bruk av de vidsträckta fjällmarker som staten avvittrat till bruket. Han organiserade också olaglig avskjutning av renar i Härjedalen.
Han ingick också i 1882 års kommitté om renbeteslagstiftning, som tog fram underlaget för Sveriges första renbeteslag, trots att det av honom ägda bruket hade starka intressen i frågan. Han tog avstånd från flertalet punkter i kommitténs betänkande och fogade ett skarpt formulerat yttrande till betänkandet, i vilket han hävdade att äganderätten till jord måste vara oinskränkt och samerna inte hade någon rätt att låta sina renar beta på den avvittrade marken.
Han var från 1856 gift med sin dubbelkusin Karen Louise Sörensen (1827–1864).